# Сальвиати, Грегорио
Грегорио Антонио Мария Сальвиати (итал. Gregorio Antonio Maria Salviati; 12 декабря 1722, Рим, Папская область — 5 августа 1794, там же) — итальянский куриальный кардинал. Генеральный аудитор Апостольской Палаты со 2 мая 1775 по 23 июня 1777. Президент Урбино с апрель 1775 по 23 июня 1777. Префект Верховного Трибунала Апостольской Сигнатуры милости с 10 ноября 1780 по 5 августа 1794. Кардинал-дьякон с 23 июня 1777, с титулярной диаконией Санта-Мария-делла-Скала с 28 июля 1777 по 27 сентября 1780. Кардинал-дьякон с титулярной диаконией Санта-Мария-ин-Козмедин с 27 сентября 1780 по 29 ноября 1790. Кардинал-дьякон с титулярной диаконией Санта-Мария-ин-Виа-Лата с 29 ноября 1790. Кардинал-протодьякон с 29 ноября 1790 